# Grigorij Charczenko
Grigorij Aleksiejewicz Charczenko, ros. Григорий Алексеевич Харченко (ur. 8 listopada 1959) – rosyjski żużlowiec.

## Przebieg kariery
Brązowy medalista indywidualnych mistrzostw Związku Radzieckiego (1989) oraz Rosji (1994).
Karierę rozpoczynał w Wostoku Władywostok. Tam spędził większość swej kariery żużlowej. W 2004 r. założył w swojej ojczyźnie i zgłosił do rozgrywek swój własny klub żużlowy – Primorije Primorskij Kraj Władywostok, dzięki czemu Władywostok miał dwie drużyny żużlowe. Charczenko w tym klubie został jeżdżącym trenerem. Jednak po dwóch latach ten zespół został wycofany z rozgrywek. Ale Charczenko nie przestał działać w żużlu, obecnie szkoli młodych adeptów tego sportu.
Charczenko startował również w lidze polskiej. Jego pierwszym klubem w Polsce była Polonia Piła. W plastronie tego klubu jeździł w latach 1992–1993. W ciągu 1994 roku nie pojawia się na polskich torach żużlowych. Jednak w 1995 przywdziewa plastron toruńskiego Apatora. Niestety jeździł tylko przez jeden sezon – był tylko zmiennikiem Marka Lorama. Mimo iż wystartował tylko w 3 meczach zdobył srebrny medal w rozgrywkach I ligi. Po wielu latach przerwy wracał do Polski w 2001 r. Jeździł tam w plastronie tarnowskiej Unii.
Doczekał się kontynuatora swej pasji w postaci syna – Aleksieja.